# Вальдо (Арканзас)
Вальдо (англ. Waldo) — місто (англ. city) в США, в окрузі Колумбія штату Арканзас. Населення — 1151 особа (2020).
2007 року містечко відсвяткувало своє 120-річчя.

## Географія
Вальдо розташоване на висоті 110 метрів над рівнем моря за координатами 33°21′10″ пн. ш. 93°17′41″ зх. д. / 33.35278° пн. ш. 93.29472° зх. д. (33.352813, -93.294711).  За даними Бюро перепису населення США в 2010 році місто мало площу 5,95 км², уся площа — суходіл.
Розташоване в безпосередній близькості від північної межі штату Луїзіана, Вальдо має практично такі ж кліматичні параметри і таку ж низинну болотисту місцевістечкь, що і округ Байю в Луїзіані. Значна частина території містечка та його околиць покрита сосновими та листяними лісами.

## Демографія
Згідно з переписом 2010 року, у місті мешкали 1372 особи в 546 домогосподарствах у складі 367 родин. Густота населення становила 231 особа/км².  Було 705 помешкань (119/км²). 
Расовий склад населення:
| - 67,2 % — чорних або афроамериканців - 30,6 % — білих - 0,1 % — корінних американців - 0,1 % — азіатів |

До двох чи більше рас належало 1,5 %. Іспаномовні складали 1,2 % від усіх жителів.
За віковим діапазоном населення розподілялося таким чином: 28,0 % — особи молодші 18 років, 56,2 % — особи у віці 18—64 років, 15,8 % — особи у віці 65 років та старші. Медіана віку мешканця становила 34,9 року. На 100 осіб жіночої статі у місті припадало 80,3 чоловіків;  на 100 жінок у віці від 18 років та старших — 76,1 чоловіків також старших 18 років.
Середній дохід на одне домашнє господарство  становив 28 710 доларів США (медіана — 18 505), а середній дохід на одну сім'ю — 34 509 доларів (медіана — 27 313). Медіана доходів становила 19 306 доларів для чоловіків та 17 917 доларів для жінок. За межею бідності перебувало 35,6 % осіб, у тому числі 53,1 % дітей у віці до 18 років та 23,6 % осіб у віці 65 років та старших.
Цивільне працевлаштоване населення становило 390 осіб. Основні галузі зайнятості: освіта, охорона здоров'я та соціальна допомога — 22,8 %, виробництво — 19,5 %, роздрібна торгівля — 13,1 %, сільське господарство, лісництво, риболовля — 10,0 %.
За даними перепису населення 2000 року у Вальдо проживало 1594 особи, 425 сімей, налічувалося 645 домашніх господарств і 749 житлових будинків. Середня густота населення становила близько 280 осіб на один квадратний кілометр. Расовий склад Вальдо за даними перепису розподілився таким чином: 39,77 % білих, 58,72 % — чорних або афроамериканців, 0,38 % — корінних американців, 0,50 % — представників змішаних рас, 0,63 % — інших народів. Іспаномовні склали 1,57 % від усіх жителів містечка.
З 645 домашніх господарств в 29,8 % — виховували дітей віком до 18 років, 35,3 % представляли собою подружні пари, які спільно проживали, в 26,0 % сімей жінки проживали без чоловіків, 34,0 % не мали сімей. 29,3 % від загального числа сімей на момент перепису жили самостійно, при цьому 14,3 % склали самотні літні люди у віці 65 років та старше. Середній розмір домашнього господарства склав 2,47 особи, а середній розмір родини — 3,05 особи.
Населення містечка за віковим діапазоном за даними перепису 2000 року розподілилося таким чином: 27,8 % — жителі молодше 18 років, 11,5 % — між 18 і 24 роками, 24,0 % — від 25 до 44 років, 21,9 % — від 45 до 64 років і 14,8 % — у віці 65 років та старше. Середній вік мешканця склав 34 роки. На кожні 100 жінок у Вальдо припадало 81,1 чоловіків, у віці від 18 років та старше — 74,7 чоловіків також старше 18 років.
Середній дохід на одне домашнє господарство в містечкі склав 20 353 долара США, а середній дохід на одну сім'ю — 24 306 доларів. При цьому чоловіки мали середній дохід в 25 300 доларів США на рік проти 17 212 доларів середньорічного доходу у жінок. Дохід на душу населення в містечкі склав 11 170 доларів на рік. 30,6 % від усього числа сімей в окрузі і 34,2 % від усієї чисельності населення перебувало на момент перепису населення за межею бідності, при цьому 49,2 % з них були молодші 18 років і 21,5 % — у віці 65 років та старше.

## Відомі уродженці та мешканці
- Тревіс Джексон — гравець Головної ліги бейсболу в 1920-30-х роках
- Елжі Браун — в 24 роки став членом Палати представників Луїзіани від містечка Шривпорт.